# حكيم موزاكي
حكيم موزاكي (بالفرنسية: Hakim Mouzaki)‏ مواليد 29 مارس 1983 في الدار البيضاء، هو لاعب كرة قدم مغربي يلعب مع نادي الوداد الرياضي كحارس مرمى.

## المسيرة الاحترافية

### أندية لعب لها
- نادي الوداد الرياضي